# 咲花站
咲花站（日语：／ Sakihana eki */?）是位於新潟縣五泉市佐取，屬於東日本旅客鐵道（JR東日本）的磐越西線車站。本站位於阿賀野川左岸的溫泉地。原本車站所在地的名稱是「先花地」，後來湧出湯之花，並且變成為一個溫泉勝地「咲花溫泉」；而本站的站名也是取自該處。

## 歷史
- 1961年（昭和36年）11月1日：日本國有鐵道車站啟用[1]。
- 1987年（昭和62年）4月1日：伴隨國鐵分割民營化，車站由東日本旅客鐵道（JR東日本）營運[4]。
- 2014年（平成26年）
  - 2月10日：翻新車站大樓[5]。
  - 4月5日：舉行翻新車站大樓的紀念儀式[6]。

## 車站構造
此站是地面車站，設有1面1線的單式月台，站房則位於車站北面。此站是由新津站管理的無人車站。站內設有自動售票機。1樓是候車室，2樓則為觀景台。在候車室和觀景台兩處均設有電燈（自動感應燈光系統），在車站正面和月台的電燈經常開啟。站前設有廁所（濕廁）。

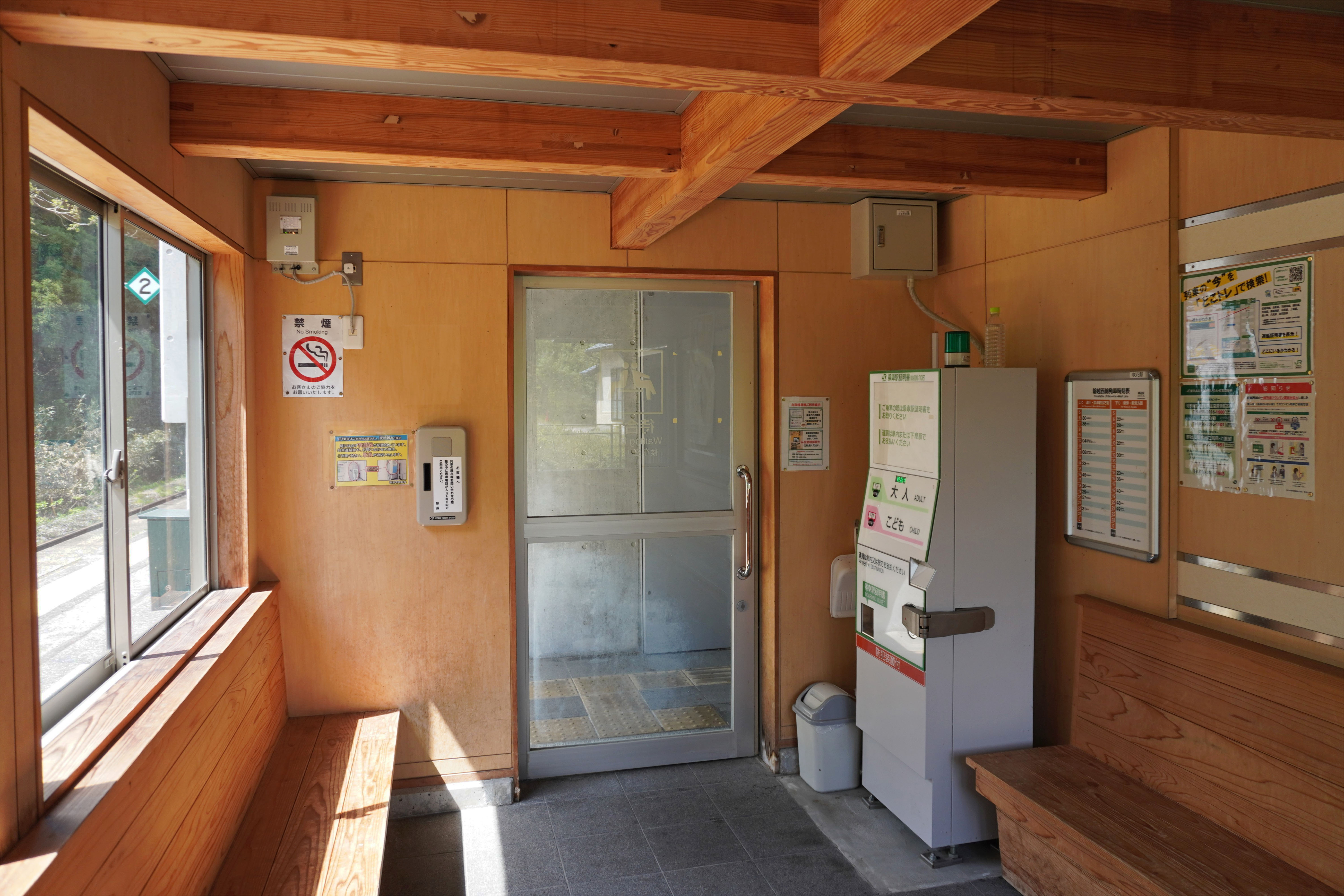
候車室內（2023年4月）
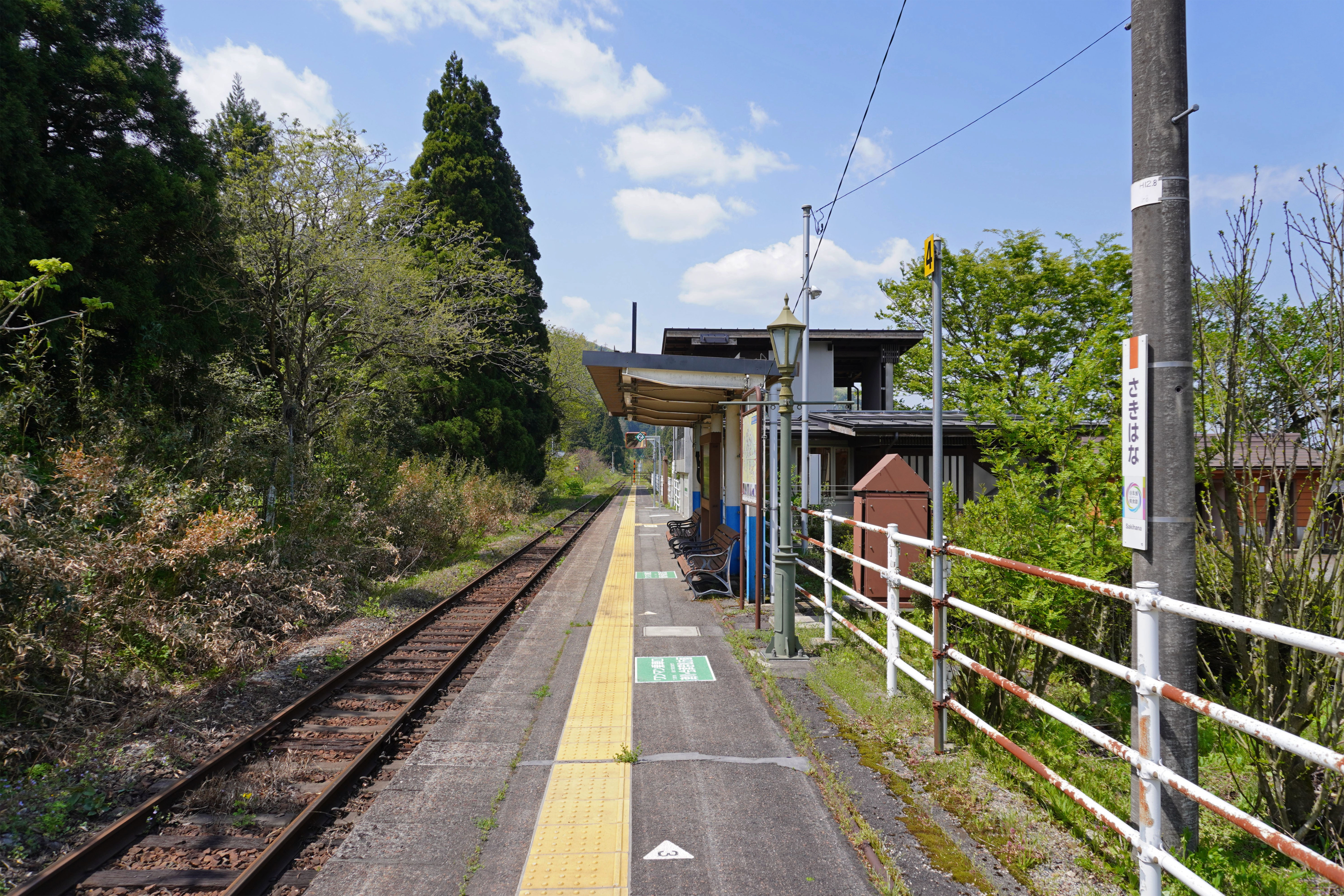
月台（2023年4月）
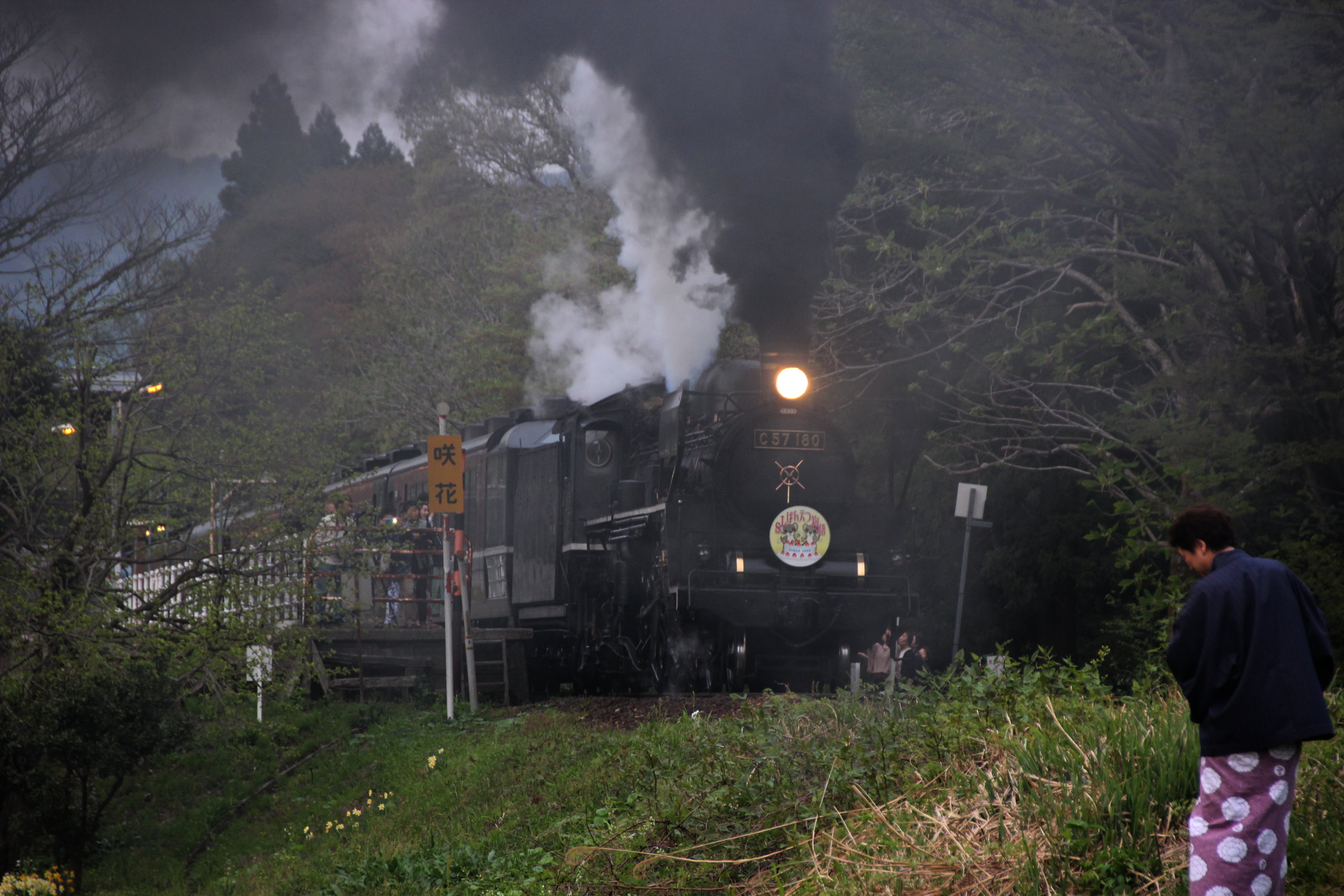
停靠中的SL磐越物語號前往新潟
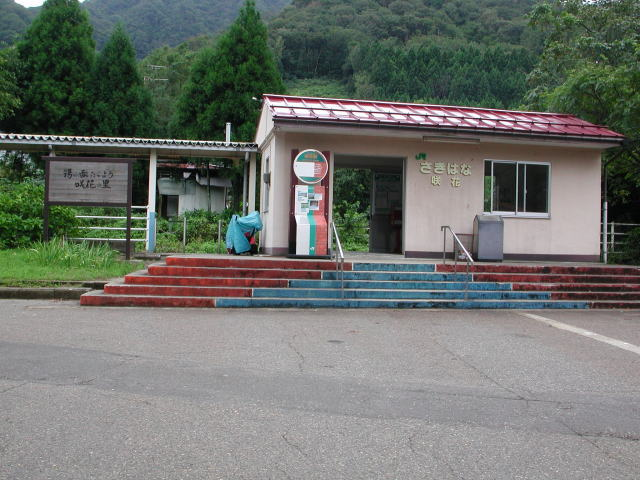
舊站房（2004年9月）
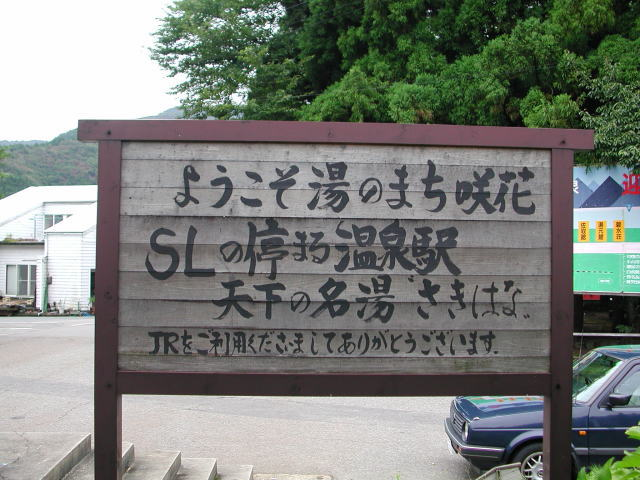
過去在月台旁的歡迎招牌

## 車站周邊
- 咲花溫泉（日语：咲花温泉）
- 阿賀野川線舟下行咲花下船處

## 相鄰車站
東日本旅客鐵道（JR東日本）
■磐越西線
- 臨時快速「SL磐越物語」停車站

□快速「阿賀野」
三川－咲花－馬下
■普通
東下條－咲花－馬下

## 注腳
1. 1 2 3 4  . 東日本旅客鉄道.   [2014-10-25]. （原始内容存档于2020-07-12） （日语）.
2. 1 2 3 4 5  . 週刊JR全駅・全車両基地 (朝日新聞出版). 2013-08-04, (50): 26 （日语）.
3. ↑  . 咲花温泉旅館協同組合.   [2014-10-25]. （原始内容存档于2019-08-03） （日语）.
4. ↑  『交通年鑑 昭和63年版』 交通協力會，1988年3月。
5. ↑   (PDF) (新闻稿). 東日本旅客鉄道 新潟支社. 2014-02-26  [2014-10-25]. （原始内容 (pdf)存档于2014-07-03） （日语）.
6. 1 2  “JR咲花駅:バリアフリー考慮、全面改装 温泉観光協会が式典−−五泉”. 毎日新聞 (毎日新聞社). (2014年4月6日)

## 外部連結
- 車站資訊（咲花）：東日本旅客鐵道（日語）